# Uwe Scherf
Uwe Jürgen Scherf (* 6. August 1957 in Solingen) ist ein deutscher Jurist, Rechtsjournalist und Autor.
Scherf ist seit 1991 als Anwalt in Solingen zugelassen und veröffentlicht Fachbücher und Aufsätze unter anderem zu Themen des Internetrechts, Haftungsfragen in Unternehmen und dem Recht im EBusiness. Als Rechtsjournalist schreibt er für die Bild am Sonntag.

## Leben
Scherf begann seine Laufbahn als Pressereferent der Bundesrechtsanwaltskammer, deren Geschäftsführer er 1992 wurde. Mit dem Umzug der Kammer nach Berlin, beendete Scherf 2001 diese Tätigkeit, um als Anwalt in Solingen zu arbeiten.
Scherf ist seit 2011 Bundesgeschäftsführer der Deutschen Feuerwehr-Gewerkschaft (DFeuG).
Er ist Mitglied des geschäftsführenden Ausschusses der Arbeitsgemeinschaft Kanzleimanagement im Deutschen Anwaltverein, sowie im Internet-Ausschuss des Verbandes Europäischer Rechtsanwaltskammern. Scherf war Mitglied des mittlerweile aufgelösten juris-Sachverständigenrats. Er ist Mitglied des Internet-Ausschusses des Verbandes Europäischer Rechtsanwaltskammern. 
Als Anwalt unterhält er Kontakt zu Gehörlosen und berät diese auch mit Hilfe von Dolmetschern.
Scherf ist verheiratet und hat zwei Kinder.

## Autor und Journalist
Scherf schreibt als freier Mitarbeiter für die Bild am Sonntag als Experte für Recht. Bis 2005 war er Chefredakteur der Zeitschrift „Die Kanzlei – Praxis-Journal für Anwälte“. Scherf war Geschäftsführer der Bundesrechtsanwaltskammer und Schriftleiter der BRAK-Mitteilungen.

## Publikationen (Auswahl)
- Viefhues, Schmieszek, Scherf: Elektronischer Rechtsverkehr: Kommentar und Handbuch (Recht in der Praxis). C.F. Müller, Karlsruhe 2006, ISBN 3-811-43321-0.
- Scherf, Schiffer: Pocket Recht – Ehevertrag: Als Unternehmer und privat ein sensibles Thema meistern. Cornelsen, Berlin 2006, ISBN 3-589-23813-5.
- Scherf Hrsg.: Berufsrecht: Textausgabe. Hermann Luchterhand, München 2004, ISBN 3-472-05910-9.
- Scherf (Hauptbearbeiter): Tabellen und Informationen Recht. DATEV 2011.
- Scherf: Bundesrechtsanwaltsordnung: BRAO. LexisNexis, Online-Kommentar.
- Scherf (Mitautor): BGB-Kommentar. LexisNexis, Online-Kommentar.
- Scherf: JVEG. LexisNexis, Online-Kommentar.